# エリック・フィッシャー (アメリカンフットボール)
エリック・フィッシャー（Eric Fisher 1991年1月5日- ）はミシガン州ロチェスター出身のアメリカンフットボール選手。現在NFLのマイアミ・ドルフィンズに所属している。ポジションはタックル。

## 経歴

### プロ入り前
外車ディーラーで働くシングルマザーの母親に育てられた。高校時代は、アメリカンフットボールとバスケットボールでキャプテンを務め、オフェンシブラインマンとしては最終学年からプレーした、大学入学前は全米に注目されるラインマンではなく、Rivals.comからは二つ星に評価されていた。
中央ミシガン大学に進学した彼は、1年次の2009年は先発2試合を含む8試合に出場、2年次の2010年には、9試合で先発出場した。3年次にはひざを故障して2試合に欠場した。4年次の2012年は、全12試合で左タックルとして先発出場し、ミッド・アメリカン・カンファレンスのファーストチームに選ばれるとともに、プロフットボール・ウィークリーからオールアメリカンファーストチームに、スポーツ・イラストレイテッドからセカンドチームに、AP通信からサードチームに選ばれた。彼の所属したチームは、2010年にはGMACボウル、2012年にはリトル・シーザーズ・ピザボウルで勝利した。
2012年12月には、翌年のNFLドラフト1巡指名が期待される存在となった。シニアボウルの練習でスカウトの評価を高めた。
ドラフトでは、カンザスシティ・チーフスから全体1位で指名された。タックルの選手がドラフト全体1位で指名されるのは、1970年のNFLとAFLの統合以来、1997年のオーランド・ペース、2008年のジェイク・ロングに続いて史上3人目であった。ミッド・アメリカン・カンファレンスの選手が全体1位で指名されるのは初めてであり、中央ミシガン大学の選手がドラフト1巡で指名されるのも、ジョー・ステイリーに続いて2人目であった。
7月26日に4年2210万ドル（1450万ドルの保障）で契約を結んだ。

### カンザスシティ・チーフス
2013年、プレシーズン第1週のニューオーリンズ・セインツ戦では右タックルで先発した。第4週のニューヨーク・ジャイアンツ戦で脳震盪を起こし、翌週の試合を欠場した。
開幕9連勝で迎えたAFC西地区ライバルのデンバー・ブロンコス戦では100％の力を発揮できず、チームは敗れた。
2014年、アンディ・リードがチーフスのヘッドコーチに就任、ブランデン・アルバートがフリーエージェントで退団したため、左タックルへのコンバートを期待された。この年、プロフットボールフォーカスからは、左T84人中72位の低評価に終わった。
2015年8月17日、練習中に左足首を捻挫した。同年9月7日、右Tへコンバートされることとなった。この年先発14試合を含む16試合に出場した。
2016年5月2日、チーフスは5年目のオプション契約を実施した。同年7月30日、チーフスと4年4800万ドル（4000万ドルの保証）で契約を延長した。この年のピッツバーグ・スティーラーズとのディビジョナルプレーオフの第4Qに10-18からタッチダウンをあげたチーフスは、2ポイントコンバージョンで同点を狙ったが、フィッシャーがホールディングの反則を取られて10ヤードの罰退となり、チームは16-18で敗れた。
全体ドラフト1位指名ながらプロ入りから5シーズンで1度もプロボウルに選ばれていない彼は、2018年シーズン開幕前、Draft Wireよりここ10年でサム・ブラッドフォードに次いで2番目に期待外れとなった全体1位選手であると評価された。
2018年、彼は自身初のプロボウルに選ばれた。
2019年シーズンは怪我により8試合のみの出場に留まったが、チームはプレーオフを勝ち上がりスーパーボウルに出場した。サンフランシスコ・フォーティナイナーズと対戦した第54回スーパーボウルではLTとして先発し、チームも31-20で勝利し、自身初となるスーパーボウル制覇も経験した。
2020年もチームは地区優勝を果たしたが、バッファロー・ビルズと対戦したAFCチャンピオンシップゲームでフィッシャーはアキレス腱断裂の大怪我を負ったため第55回スーパーボウルの出場は叶わなかった。
2021年3月11日にチーフスからリリースされた。

### インディアナポリス・コルツ
2021年5月10日にインディアナポリス・コルツと1年契約を結んだ。この年左タックルとして15試合に先発出場した。

### マイアミ・ドルフィンズ
2022年12月5日、故障者リスト入りするオースティン・ジャクソンの代役と期待されてマイアミ・ドルフィンズと契約を結んだ。